# Око Гора

Ваджет — пізніше названий Оком Гора

Око Гора (Веджа́т) (спочатку Ваджет та Око Місяця, а пізніше Око Ра) або (Уджат) — старовинний єгипетський символ королівської влади і божественного захисту, в цьому випадку Гора та Ра. Цей символ можна побачити на зображеннях матері Гора, Ісіди, та інших богів, пов'язаних з нею.
В єгипетській мові цей символ читався як «Веджат». Це було око однієї з найперших єгипетських богинь, Ваджет, яка пізніше асоціювалась із Баст, Мут і Хатхор. Веджат була сонячним божеством і цей символ означав всевидюще сонячне око. На ранніх зображеннях Хатхор також зображувалась із цим оком. Похоронні амулети часто робили у вигляді Ока Гора. Веджат або Око Гора є «центральним елементом» семи «золотих, фаянсових, сердолікових та лазурових» браслетів, що були знайдені на мумії Шешонка II. Веджат «мав захистити царя (у цьому випадку) в його загробному житті» та відвернути зло. Стародавні єгипетські та близькосхідні моряки часто зображали цей символ на своїх човнах, щоб бути певними в безпечній морській подорожі.

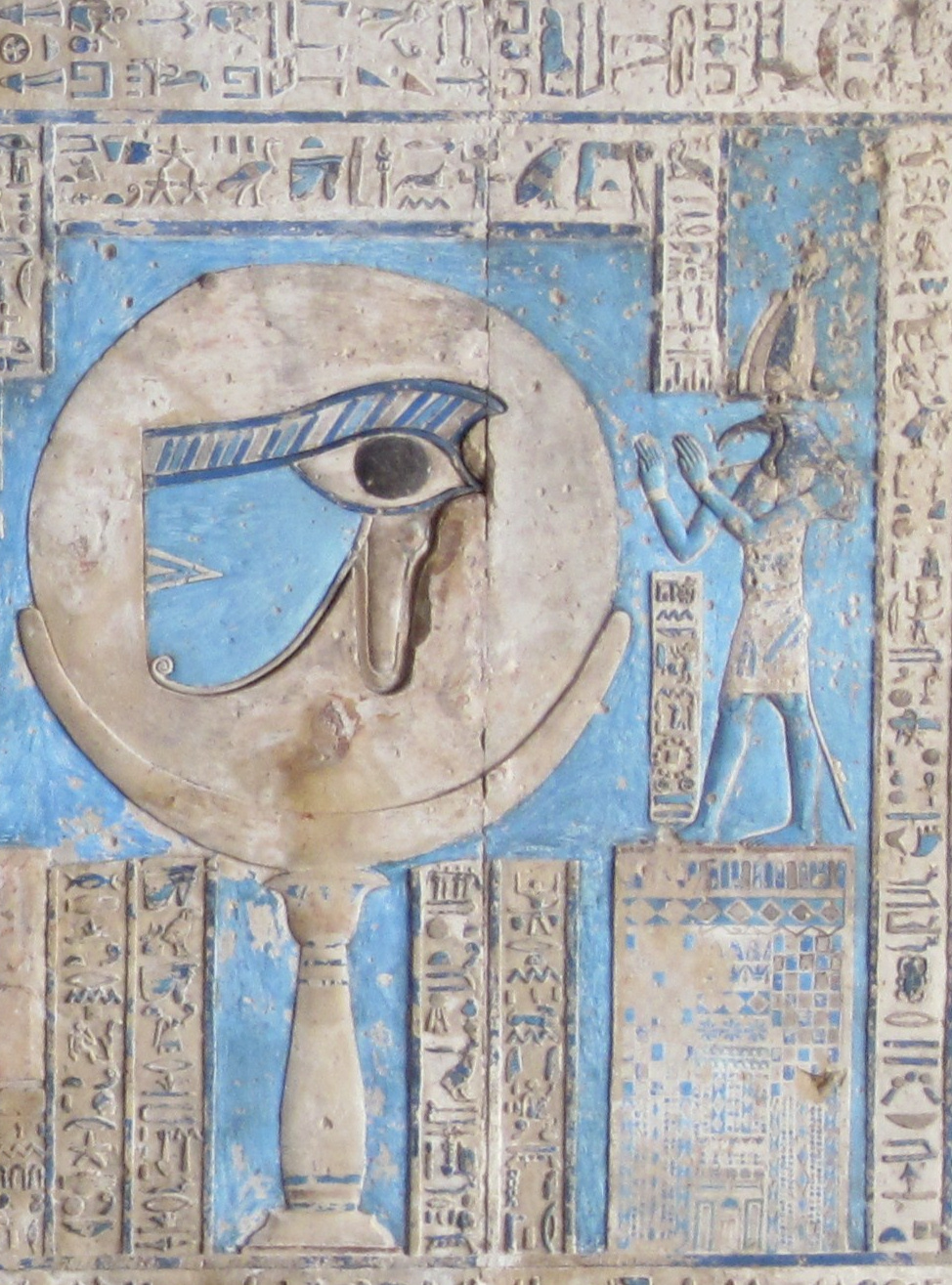
Дендера
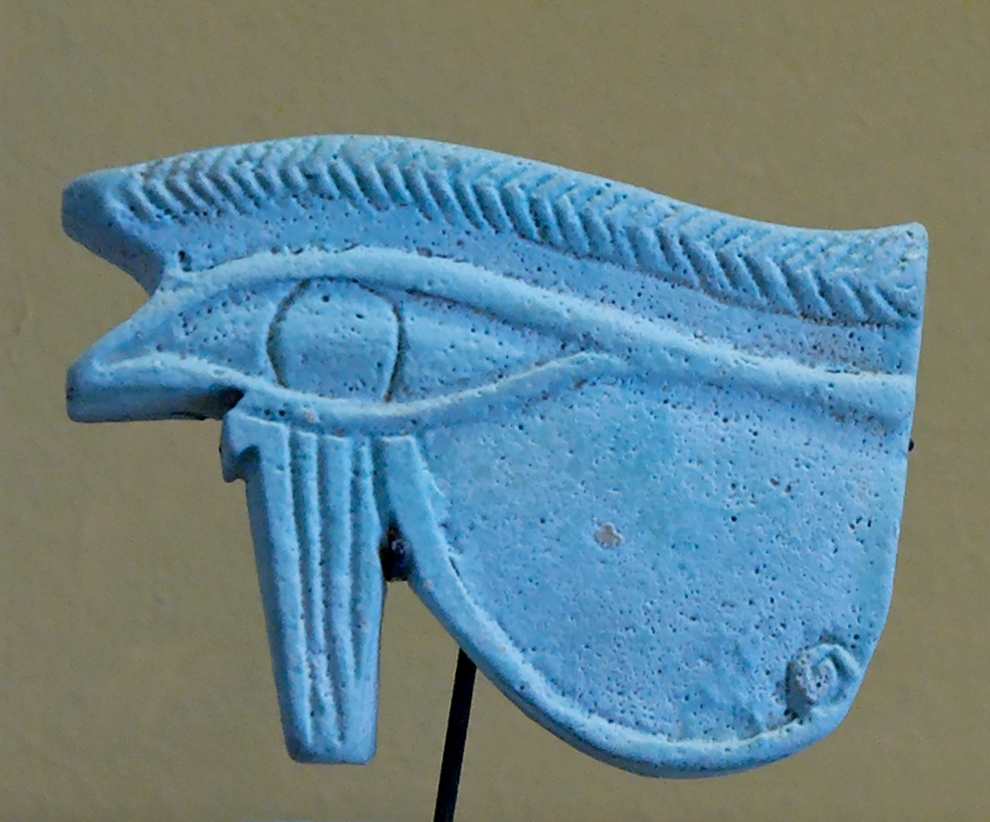
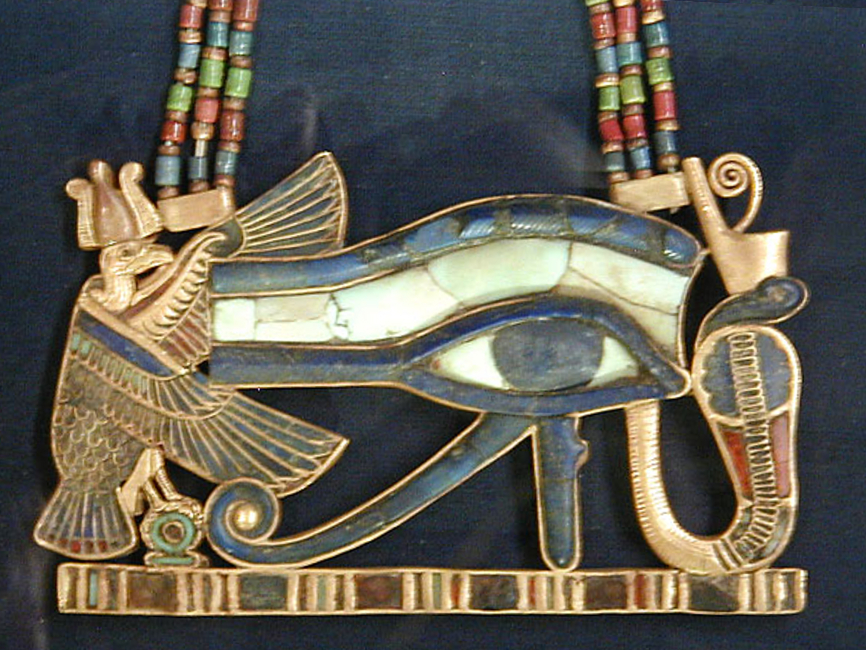
Амулет у вигляді Ока Гора